# Thorsten Hapke

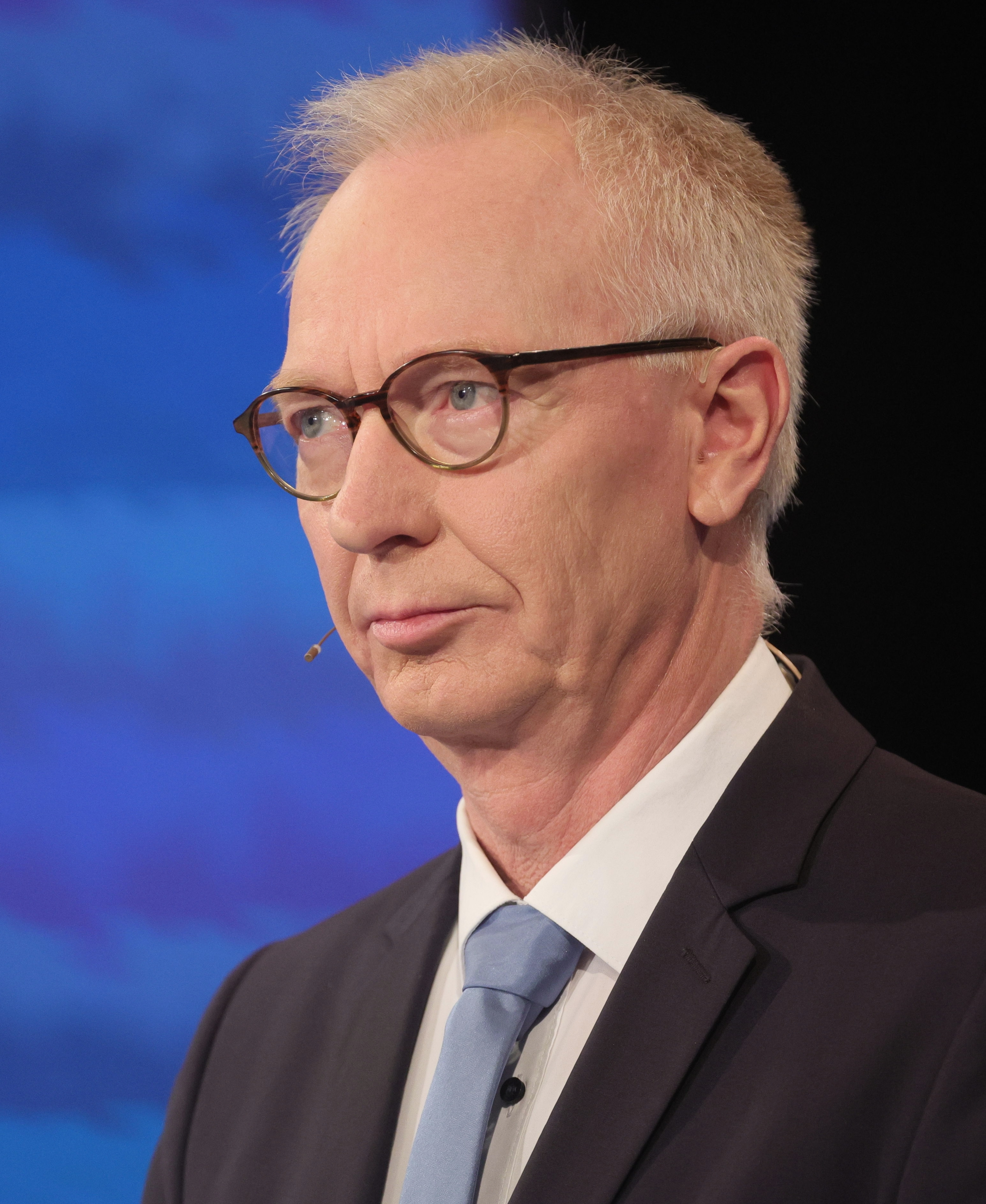
Thorsten Hapke (2025)

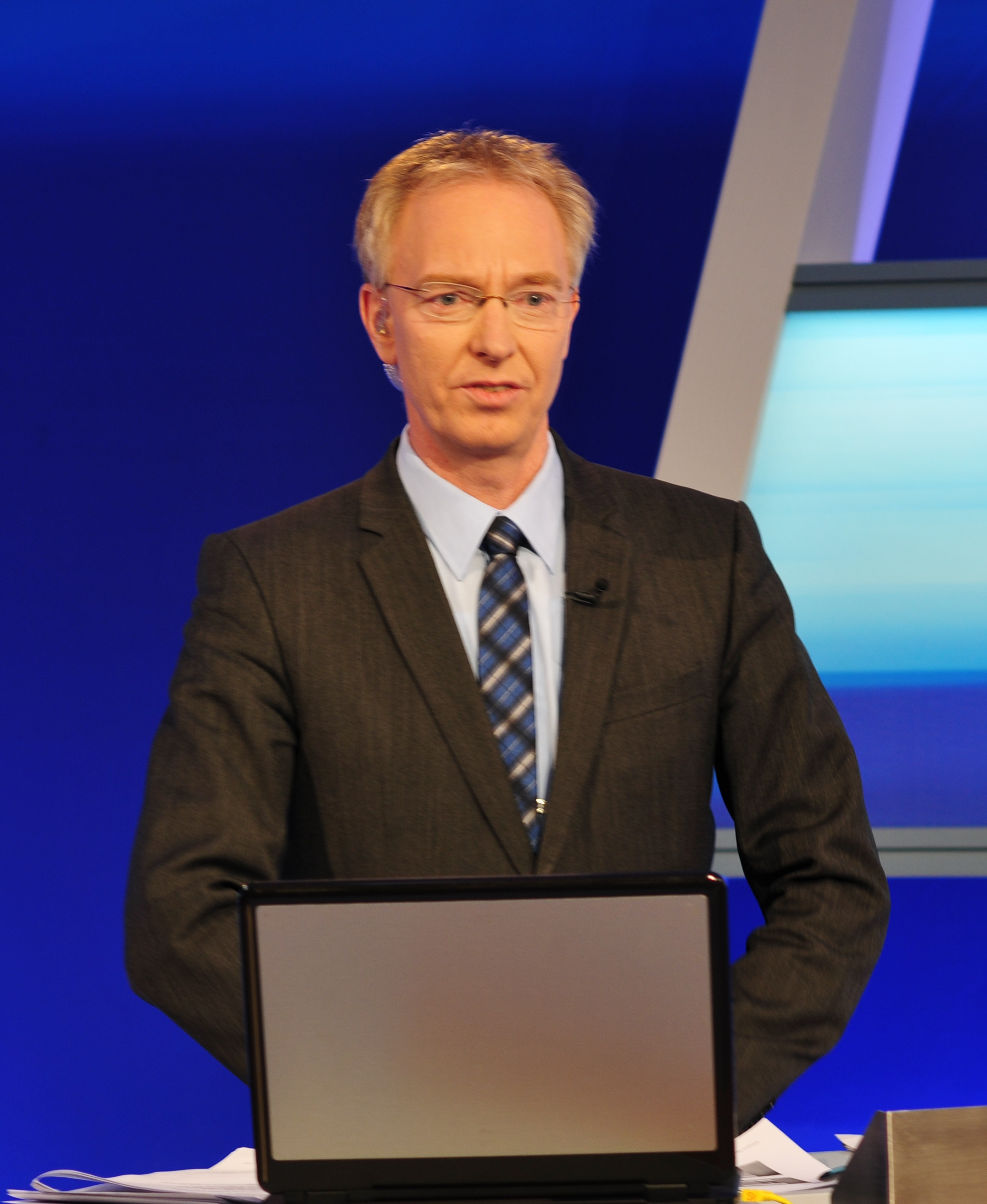
Thorsten Hapke bei der Landtagswahl in Niedersachsen 2013

Thorsten Hapke (* 23. Oktober 1962 in Hannover) ist ein deutscher Hörfunk- und Fernsehjournalist.

## Leben
Hapke wuchs in Hannover auf und studierte nach der Schulzeit Biologie und Germanistik in Bayreuth und Göttingen.
Seine Berufstätigkeit begann er 1991 als Pauschalist beim ffn. 1992 ging er zum Norddeutschen Rundfunk, wo er sich um die landespolitische Berichterstattung aus Hannover kümmerte. 1998 wechselte er zum Fernsehen, wurde 2001 Leiter der Redaktion Landespolitik und Wirtschaft und leistete auch die Zulieferung für die Tagesschau der ARD. 2019 wurde er Leiter des Programmbereiches Fernsehen als Nachfolger von Andrea Lütke. Hierzu gehört auch die Leitung des Magazins „Hallo Niedersachsen“. Seit Januar 2022 ist er Chefredakteur des Landesfunkhauses Niedersachsen des NDR.
Dem Fernsehpublikum wurde als Wahlberichterstatter und Kommentator zu landespolitischen Fragen bekannt. Weitere Themen seiner Kommentare waren unter anderem die Volkswagen AG, die geplante Neubaustrecke Hannover–Hamburg und das Erkundungsbergwerk Gorleben.

## Ämter
- 2001–2019: Vorsitzender die Landespressekonferenz Niedersachsen